# Château Doisy Daëne
Koordinaten: 44° 35′ 29,8″ N, 0° 19′ 50,8″ W

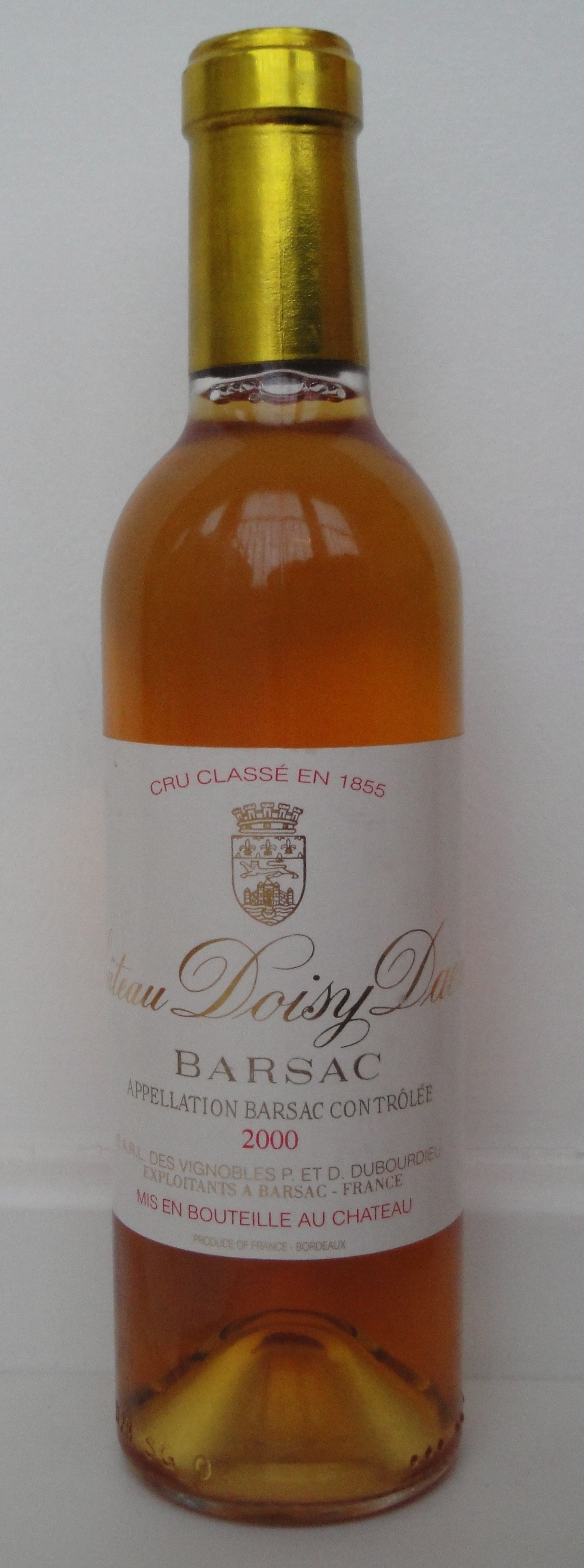
Eine halbe Flasche von Château Doisy Daëne des Jahrgangs 2000

Das Weingut Château Doisy Daëne liegt in der Gemeinde Barsac, einem Teil der Appellation d’Origine Contrôlée Barsac in der Weinbauregion Bordeaux, wird aber als Sauternes vermarktet. Bei der Bordeauxwein-Klassifizierung von 1855 wurde es als „Deuxième Cru Classé“ klassifiziert. Das Gut verfügt über 15,9 Hektar Fläche. Die Rebflächen liegen nur unweit von den ehemaligen Schwestergut Château Doisy-Védrines und Château Doisy-Dubroca sowie von Château Climens und Château Coutet entfernt.
Die Rebsorte Sémillon stellt mit einer bestockten Fläche von 87 Prozent den größten Anteil. Daneben werden noch 12 % Sauvignon Blanc beigemischt. Das restliche Prozent entfällt auf die Rebsorte Muscadelle. Das durchschnittliche Alter der Reben liegt bei hohen 40 Jahren. Die Bestockungsdichte liegt bei 7000 Rebstöcken/Hektar. Die Lese erfolgt per Hand in drei bis sechs Lesegängen, um die edelfaulen Beeren zu selektionieren. Nachdem der werdende Wein durch die Alkoholische Gärung im Holzfass einen Alkoholgehalt von 13 – 14 Prozent erreicht, wird er in Edelstahltanks umgepumpt und während einiger Tage auf 7 °C heruntergekühlt und stabilisiert. Der Wein reift nach der Schwefelung 10 Monate in Barriques, die jährlich erneuert werden. Danach verweilen die Weine abermals 9 Monate im Edelstahltank. Vom Grand Vin, einem Verschnitt von 80 Prozent Sémillon und 20 Prozent Sauvignon Blanc werden jährlich fast 36.000 Flaschen abgefüllt.
Der trockene Weißwein wird sortenrein aus Sauvignon Blanc ausgebaut. Der Wein verbringt bis zu 15 Monate im kleinen Holzfass und wird als Bordeaux Blanc vermarktet. Jährlich verlassen ca. 30.000 Flaschen das Weingut.
In kleinsten Mengen werden in manchen Jahrgängen Weine der Auslese L’Extravagant de Doisy-Daëne hergestellt.

## Geschichte
Die Geschichte des Guts lässt sich bis in das 17. Jahrhundert zurückverfolgen, als Jean Raymond im Februar 1677 ein Gut namens Doisic übernahm. Die Familie Védrines kam am 5. Juni 1704 durch die Hochzeit von Jean-Baptiste Védrines mit der Enkelin von Jean, Marie Raymond in den Besitz des Anwesens und der landwirtschaftlichen Nutzflächen im Weiler La Pinesse. Die ersten Rebflächen wurden vermutlich erst von den Nachkommen von Jean-Baptiste und Marie angelegt. Nach 1794 erwarben die Eigentümer eine Parzelle von Château Coutet. Eine erste lobende Erwähnung eines Weinguts findet sich in dem 1832 erschienenen Werk Topographie de tous les vignobles connus  von André Jullien.
Unbekannt ist, wann die historische Einheit Doisy geteilt wurde. Im Jahr 1850 gehörte der größte Teil des Anwesens noch Madame Dubosq, die vermutlich eine direkte Nachfahrin der Védrines-Familie war. Diese Einheit wurde später als Château Doisy-Védrines bekannt. Die Familie Faux übernahm einen zum Verkauf anstehenden Teil, der als Château Doisy-Dubroca heute noch bekannt ist.
Der Weinhändler Jean Jacques Emmanuel Daëne erwarb die zweite verkäufliche Parzelle, die unter dem Namen Château Doisy Daëne geführt wurde. Im Jahr 1855 wurde allen drei Gütern anlässlich der Bordeaux-Klassifizierung ein Rang eines Deuxième Cru Classé zugesprochen. Zwanzig Jahre nach der Klassifizierung erbten die 3 Söhne von Jean Jacques Emmanuel das Anwesen. Noch im gleichen Jahr verkauften sie einen Teil der Flächen an die Brüder Camille und Marcel Dubroca, Besitzer des Schwesterguts. Den Rest veräußerten sie im Jahr 1878 an Jean Paul Billot. Jean Paul’s einziges Kind, Pauline heiratete mit Jean Lodoïs Juhel-Renoy einen Händler aus Paris. Sie erbte das Gut im Jahr 1884, trennte sich aber schon 5 Jahre später von dem Besitz. Jules Debans und sein Bruder erwarben das Weingut. Im Jahr 1924 schließlich kaufte Georges Dubourdieu das Weingut von den Erben der Brüder Debans. Ab 1950 stieg sein Sohn Pierre Dubourdieu in die Leitung des Geschäfts ein. Pierre vergrößerte die Rebfläche, indem er kleinere Parzelle von Doisy-Dubroca erwarb. Ab dem Jahr 2000 leitete Denis Dubourdieu die Geschicke des Weinguts. Denis Dubourdieu war Professor an der Universität Victor Segalen Bordeaux II und anerkannter Berater. In Griechenland (→ Weinbau in Griechenland) zeichnete er für die Verbesserung der Weißweine des Weinguts Domaine Costa Lazaridi verantwortlich. Im Jahr 2014 erwarb die Familie Dubourdieu das Château Doisy-Dubroca und vereinte es wieder mit dem benachbarten Château Doisy Daëne.